# 戰爭與和平紀念公園
戰爭與和平紀念公園(英語：War and Peace Memorial Park and Theme Hall)，又稱戰爭與和平紀念公園主題館，位在台灣高雄市旗津區，是全台唯一紀念參與二戰、國共內戰及韓戰的台灣兵的公園。

## 歷史
1994年，台籍老兵許昭榮創設中華民國原國軍台籍老兵暨遺族協會，爭取台籍老兵的權益。1997年起，許昭榮陳情建碑慰靈，之後選定台籍士兵出征時最後看見的旗津海岸。經過數年的奔走，2000年10月25日，魂鎮故土碑揭幕。2004年11月10日，台灣無名戰士紀念碑揭幕，戰爭與和平紀念公園啟用。2008年3月13日，高雄市議會決議，戰爭與和平紀念公園更名為「和平紀念公園」。2008年5月20日，許昭榮反對戰爭與和平紀念公園更名，於台灣無名戰士紀念碑前自焚死亡。2009年5月20日，戰爭與和平紀念公園主題館落成啟用，「台灣歷代戰歿將士英靈紀念碑」落成，同時舉辦許昭榮自焚一週年紀念典禮。

## 設立宗旨
紀念當時被徵召至東南亞及中國大陸等地參與各項戰爭的台灣兵，兼及日本高座少年工、看護婦、慰安婦、戰俘船等議題，致力給予合理的歷史定位，現由高雄市關懷台籍老兵文化協會管理。
館內展示台籍老兵的各類文物與文史資料，包括許昭榮先生數十年為台籍老兵權益奮鬥史及相關台灣兵紀錄影片，每年定期舉辦紀念活動，以緬懷這些戰士，幫助人們瞭解台灣戰爭歷史，警惕人們避免歷史悲劇重演，包括：許昭榮文學獎、台灣兵紀念典禮、終戰紀念儀式、台灣近代戰爭史學術研討會等。

## 建築特點
公園由主樓內光之紀念牆、燈籠紀念柱、紀念碑廣場、迴音之心等組成。主樓外牆繪有身穿日本皇軍、國民革命軍、解放軍軍服的士兵畫像。主樓外有紀念塔、廣場、公園、瞭望台等。

## 園內設施

### 主題館
主題館為臺灣唯一同時紀念台籍日本兵、台籍國軍、台籍共軍之館舍，並兼及日本高座海軍工廠少年工、看護婦、慰安婦、戰俘船等。
館內展示許昭榮等台籍老兵的各類文物與文史資料。定期舉辦台灣兵紀念儀式、文史學術研究等。

### 碑體區

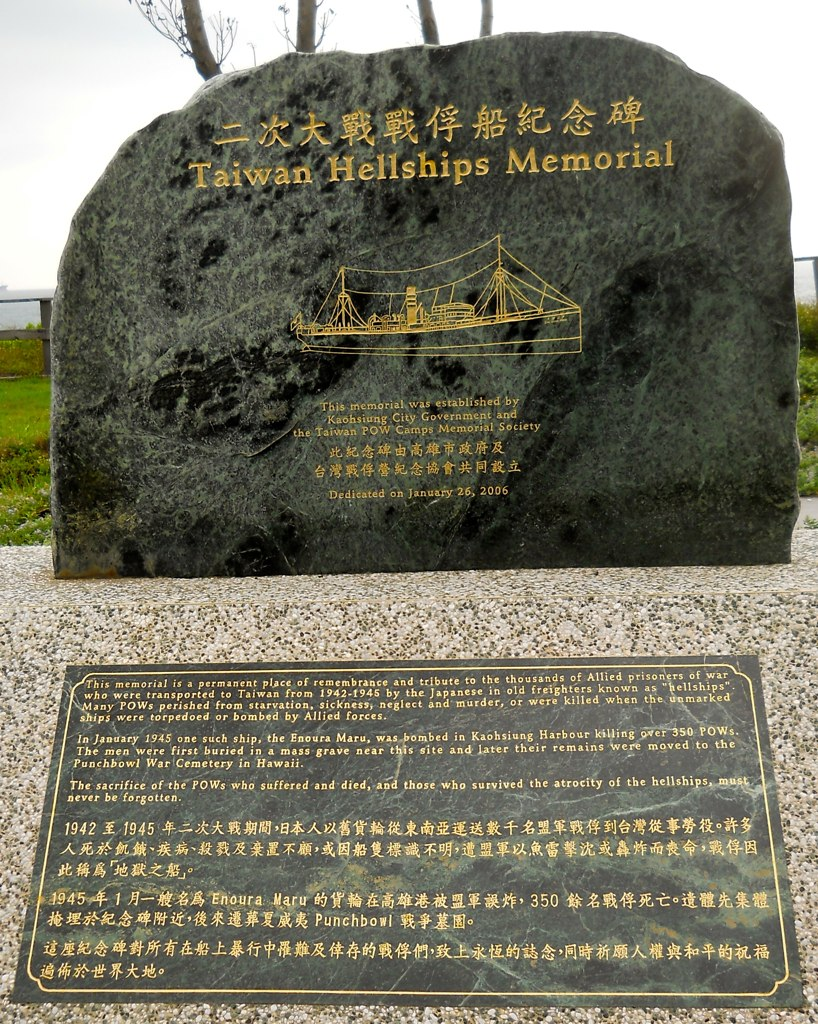
二次大戰戰俘船紀念碑

碑體區有「台灣無名戰士紀念碑」和「二次大戰戰俘船紀念碑」之碑文，以及一座「飛鄉」紀念碑。飛鄉碑柱腳有三座碑體，分別是「臺灣歷代戰歿將士英靈紀念碑」、「國共內戰殞身原日本軍、前國軍台灣無名戰士紀念碑」、「二次大戰戰俘船紀念碑」。台灣無名戰士紀念碑目前僅保留碑文，2015年紀念碑遷至南投縣台灣聖山碑林區。

## 外部連結
- 戰爭與和平紀念公園主題館[]
- 戰爭與和平紀念公園的Facebook專頁